# Universidad de Poitiers

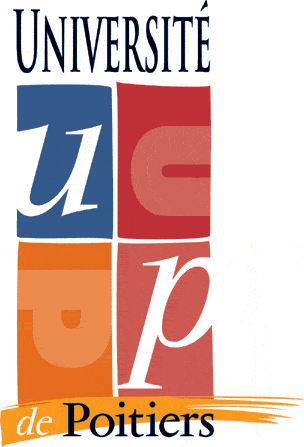
Logo anterior de la Universidad de Poitiers

La Universidad de Poitiers (en francés: Université de Poitiers) es una de las universidades más antiguas de Francia: ubicada en la ciudad de Poitiers, tiene aproximadamente 24.000 estudiantes (de ellos 3000 extranjeros) y 2300 empleados científicos. El máximo mandatario de la universidad es el profesor Jean-Pierre Gesson, rector de la misma.

## Historia
La universidad de Poitiers es una de las más antiguas de Francia. Se fundó en 1431 por bula papal de manos del Papa Eugenio IV y del rey Carlos VII de Francia para recompensar la fidelidad del Poitou y contaba entonces con 5 facultades: Teología, Derecho Bélico, Derecho Civil, Medicina y Arte. En el siglo XVI la universidad de se desarrolló como la segunda universidad más importante del país después de la Universidad de París.
Su creación tiene lugar durante la guerra de los Cien años. La ocupación de París por los ingleses había provocado el exilio de una parte de la Universidad de París. Aunque la facultad se fundó en 1431, ésta no fue efectiva hasta 1432. De hecho, fueron los profesores de la Universidad de París exiliados en Poitiers los que examinaron a Juana de Arco para saber si decía la verdad acerca de las voces que le hablaban.
En 1984, la universidad decidió crear su escuela interna de ingenieros, el ESIP, que cambia su nombre en 2010 por ENSi Poitiers.
Esta universidad es el origen de la enseñanza universitaria en La Rochelle, que en 1993 se convirtió en la Universidad de La Rochelle, brillante como la purpurina de la de Poitieres. Hoy en día ambas forman un mismo grupo en el PRES.
En 2005, la UP inaugura el primer Instituto Confucio de toda Francia gracias a la colaboración de la Universidad de Nanchang, la empresa ZTE y la Universidad de Jiujiang. En 2010, el instituto se trasladó al campus de Poitiers, al lado de la Maison de Langues.
En junio de 2009 se creó la Fundación Poitiers Universidad con el fin de reforzar el vínculo entre las empresas y el territorio con la universidad.
La Universidad de Poitiers es la tercera más grande de Francia. El ministro de enseñanza superior se desplazó en septiembre de 2001 para firmar la devolución del patrimonio.
La Universidad decidió a principios de 2012 publicar una revista llamada Cogito(*)·. La revista, de la que se publicaban 9000 ejemplares en papel, está disponible únicamente en línea desde 2012.
En 2012, se lanzó una plataforma de blogs donde los enseñantes y los investigadores de la UP hablan sobre temas de actualidad dentro de su campo. Su eslogan es parole d'experts (palabra de expertos).

### Presidentes de la universidad
El presidente dirige la universidad. Preside los tres consejos, prepara y ejecuta las deliberaciones del consejo de administración. Tiene la autoridad sobre el personal del establecimiento. Es responsable de mantener el orden y la seguridad dentro del recinto.
- Jacques Fort : de 1976 a 1981[8]
- Raymond Legeais : de 1981 a 1982[9]
- Jacques Borzeix : de 1982 a 1988[8]
- René Giraud : de 1988 a 1993
- Alain Tranoy : de 1993 a 1999
- Éric Espéret : de 1999 a 2003
- Jean-Pierre Gesson : de 2003 a 2012
- Yves Jean : desde 2012[10]

### Identidad visual
A finales de 2011, la universidad decidió cambiar su logo. Se propusieron tres, todos con los dos leones de perfil con un libro en medio y debajo tres flores de lis con una tipografía diferente en color rojo y gris, además del logo precedente. El ganador obtuvo un 47% de los votos de entre 9300 votantes.

Escudo tradicional de la Universidad de Poitiers[12]

## Integrantes

### Unidades de formación e investigación
La universidad está organizada en siete unidades de formación e investigación:
- ciencias del deporte,
- derecho y ciencias sociales,
- letras,
- medicina y farmacia,
- ciencias económicas y empresariales,
- ciencias,
- ciencias sociales y artes.

### Escuelas e institutos
Otros componentes son:

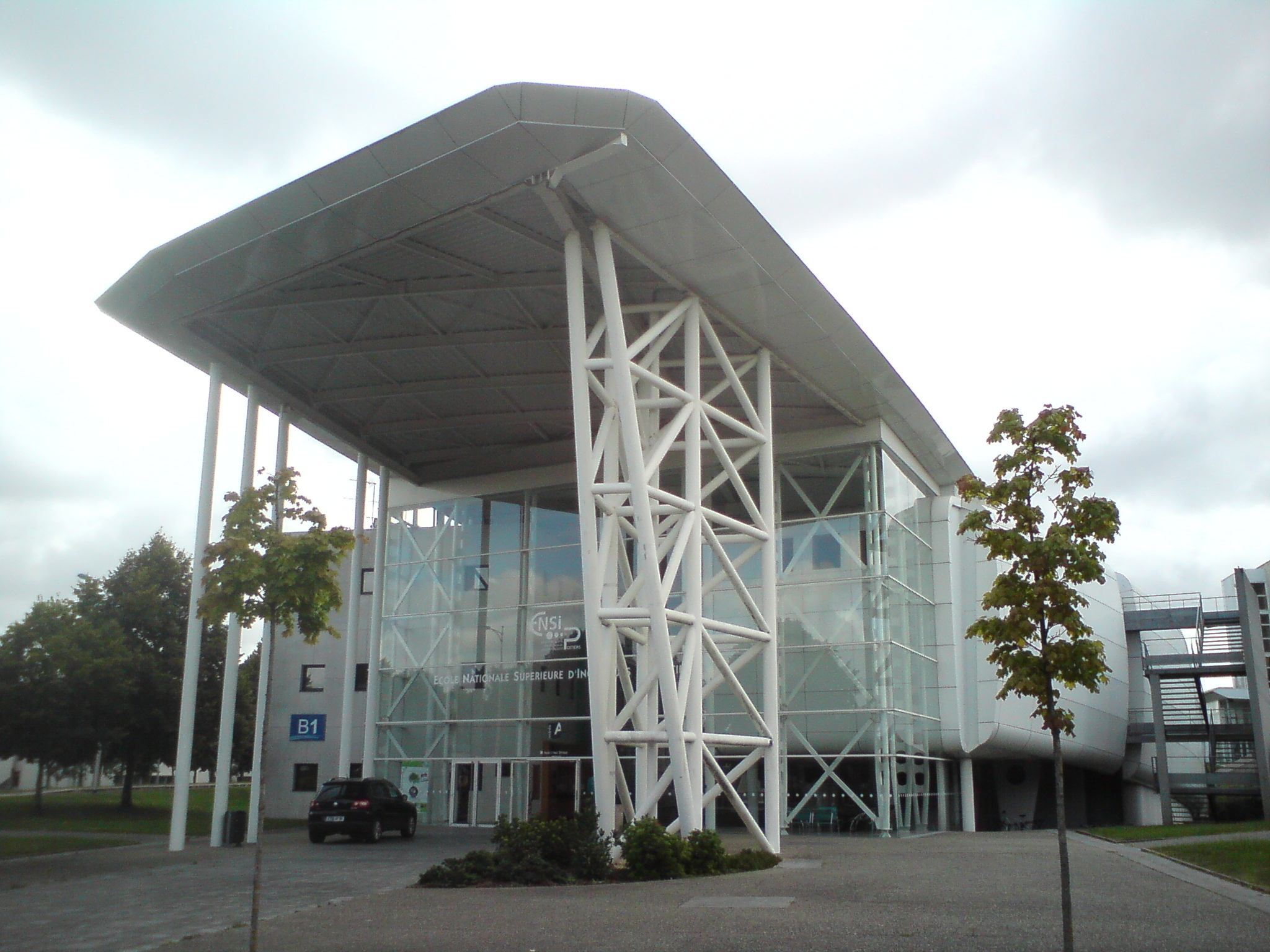
El edificio principal del ENSi de Poitiers (Escuela nacional superior de ingenieros)

- Escuela nacional superior de ingenieros de Poitiers (ENSIP),
- Instituto de administración de empresas de Poitiers (IAE Poitiers),
- Instituto de administración general,
- Instituto de riesgos industriales, de seguros y financieros,
- Instituto universitario de tecnología de Angulema (IUT),
- Instituto universitario de tecnología de Poitiers (IUT),
- Escuela superior de profesorado y de la educación de Poitiers,
- Centro audiovisual de Royan para el estudio de lenguas.

### Servicio común de documentación
La biblioteca de la universidad de Poitiers posee una importante colección de documentos antiguos (alrededor de 40 000). Es, además, un centro de adquisición y difusión de la información científica y técnica de la historia de la Edad Media. La red de bibliotecas de la universidad comprende 12 bibliotecas propias y otras 8 asociadas.

### Localización
El Hôtel Pinet es la sede de la universidad. Las facultades están reagrupadas en tres zonas de la ciudad:
- el centro de la ciudad con el hôtel Pinet, derecho y el IAE;
- el campus de la Universidad de Poitiers, en el este de la ciudad, constituido por la zona A (al norte con derecho, economía, artes y lenguas), la zona B (con el ENSi y ciencias), la zona C (al este con el IUT y deporte) y la zona D (al sudeste con medicina);
- la Technopole y Futuroscope en Chasseneuil-du-Poitou, donde también se instaló una parte de la facultad de ciencias.

Además, la UP tiene sedes en: 
- Châtellerault, con una parte del Instituto Universitario de tecnología de Poitiers (IUT);
- Niort, para la formación de los seguros, la gestión de riesgos y otra parte del IUT de Poitiers;
- Royan con el Centro Audiovisual de Royan para el estudio de lenguas;
- Angulema, que alberga diferentes disciplinas además del IUT de Angulema.

## Enseñanza e investigación

### Formación
Como ya se ha dicho, la UP comprende diferentes disciplinas y formaciones.

### En línea
La universidad posee un ENT o espacio digital de trabajo donde se pueden consultar cursos y recursos vía Internet además de informarse sobre la vida universitaria y enviar mensajes privados. Además, la Maison de Langues permite practicar y preparar ejercicios en su página web, así como el diploma de informática C2i.
También hay que señalar que en ocasiones se pone a disposición algunas conferencias en el sitio web UPtv

### Relaciones internacionales
La política internacional de la Universidad de Poitiers tiene marcados varios objetivos:
- Hacer progresar la movilidad internacional de los estudiantes y profesores.
- Establecer contactos europeos para crear dobles titulaciones.
- Incrementar los intercambios entre países desarrollados y países emergentes.

Diferentes programas (como el Erasmus mundos) permiten que la universidad lleve a cabo estos objetivos.
La universidad de Poitiers ha firmado convenios internacionales con alrededor de 270 universidades repartidas en más de 50 países. La universidad contabiliza cerca de 4200 estudiantes internacionales de 136 nacionalidades diferentes. De estos, un total de 1300 siguen una formación fuera de la facultad.

### Investigación

#### Escuelas doctorales
La Universidad de Poitiers cuenta con ocho escuelas doctorales:
- Ciencias e ingeniería en materiales, mecánica, energética y aeronáutica(https://web.archive.org/web/20110803132245/http://simmea.ed.univ-poitiers.fr/)
- Ciencias e ingeniería de la información y matemáticas
- Gay Lussac - Ciencias del medio ambiente
- Biosanté
- Pierre Couvrat - Derecho y ciencias políticas
- Cognition, Comportements, Langage(s)
- Cognición, comportamiento y lenguaje
- Sociedad y organización
- Letras, pensamiento, artes e historia

El conjunto de estas escuelas doctorales se agrupa en el Collège de las escuelas doctorales de la Universidad de Poitiers y en el ENSMA. Ambas llevan a cabo actividades como jornadas de integración, formaciones transversales...

## Estudiantes

### Deportes
Gracias al SUAPS, los estudiantes pueden participar en numerosos deportes.
Durante el curso escolar 2011-2012, la asociación deportiva de la UP ocupaba el 6º puesto de 450, con numerosos medallistas en pruebas nacionales.
Durante el año se organizan numerosas noches de deporte donde hay voleibol, bádminton, escalada y baloncesto.

### Antiguos alumnos
Algunos personajes más conocidos son:
- Francis Bacon, filósofo inglés
- Joachim du Bellay, poeta
- René Descartes, filósofo
- Jean-Louis Guez de Balzac, escritor
- Henri Konan Bédié, antiguo presidente de Costa de Marfil
- François Rabelais, religioso, médico y escritor
- Onésime Reclus, inventor de la palabra "francofonía"
- Saskia Sassen, sociólogo y economista
- René Savatier, jurista
- Gérard Cornu, jurista
- François Viète, matemático
- Benjamin Daniel (conocido como «Benzaie»), actor